# Together Wherever We Go
Together [Wherever We Go] (Insieme, ovunque noi siamo) è una canzone del 1959 del musical “Gypsy: A Musical Fable" con liriche di Stephen Sondheim e musica di Jule Styne.

## Incisioni
- Tammy Blanchard
- The Four Lads
- Judy Garland e Liza Minnelli (dal vivo)
- Liza Minnelli nel suo album del 1964 Liza! Liza!
- The Hi-Los
- Adam Makowicz e George Mraz
- Ethel Merman
- Bette Midler nel film televisivo "Gypsy" (1993).
- Bernadette Peters
- Patti LuPone
- Steve and Eydie
- Rosalind Russell nel film del 1969 “La donna che inventò lo strip-tease”